# Бред Фостер
Бред Фостер (англ. Brad Foster; нар. 26 квітня 1955) — американський ілюстратор, карикатурист, письменник і видавець . Він також був почесним гостем на багатьох конвенціях, таких як ArmadilloCon 10, Conestoga 9, Archon 35, NASFiC 2010 і 73rd World Science Fiction Convention.

## Життєпис
Фостер народився в 1955 році в Сан-Антоніо, штат Техас. У 1977 році він отримав ступінь бакалавра з екологічного дизайну в Техаському університеті A&M, а потім продовжив навчання ще два роки в Техаському університеті в Остіні, зосередившись на техніках образотворчого та комерційного мистецтва.
У 1976 році він заснував невелику видавничу компанію Jabberwocky Graphix, спочатку для друку та розповсюдження власного мистецтва та коміксів, хоча згодом він опублікував роботи понад 300 інших художників з усього світу. Серед публікацій Jabberwocky Graphix були деякі з ранніх буклетів формату мінікоміксів, починаючи від стандартних 8-сторінкових і закінчуючи товстими 375 сторінками «One Year's Worth». Між 1987 і 1988 роками він написав і намалював чотири випуски коміксів Mechthings, які були опубліковані Renegade Press . На початку 1990-х він працював над Shadowhawk для Джима Валентино в Image Comics. Для цього коміксу він був зазначений у титрах як «художник великого фону», що вказувало на його роль у нанесенні олівцем і чорнилом більшого та більш детального фонового дизайну лише на певних вибраних панелях і сторінках, а не на всіх сторінках.
З 1987 по 1991 рік він був постійним ілюстратором журналу наукової фантастики Емейзін сторіз. У 2008 році він почав створювати ілюстрації для бюлетеня Ansible, виданого британським автором Дейвідом Ленгфордом, створивши повнокольорову версію для онлайн-видання та іншу чорно-білу версію для друкованого видання. З 2010 року пише та малює щомісячний мультфільм «Кумедний бізнес мистецтва» для журналу Sunshine Artist.

## Нагороди
Фостер отримав численні нагороди за свої роботи на різних мистецьких фестивалях і конференціях по всій країні, у тому числі двічі на Red River Revel у Шривпорті, Луїзіана .
- Премія Х'юго за найкращого фан-виконавця
  - 2011 (переміг)[6]
  - 2010 (переміг)[7][8]
  - 2008 (переміг)[9]
  - 1994 (переміг)[10]
  - 1992 (переміг)[11]
  - 1989 (переміг)[12]
  - 1988 (переміг)[13]
  - 1987 (переміг)[14]
- 1988, премія Чеслі від Асоціації художників наукової фантастики та фентезі за «Найкращий неопублікований монохром».
- 2001, премія Білла Ротслера
- 2004, Cat Writer's Association: премія Muse — найкраща серія ілюстрацій
- 2006, Cat Writer's Association: премія Muse — найкраща серія ілюстрацій
- 2011, Rebel Award за його внесок у фандом півдня на FenCon / DeepSouthCon 49

Фостер був почесним гостем художника на NASFiC 2010, ReConStruction, Conestoga 9 у 2005, та Archon 35 у 2011, а також Sasquan, 73-й Всесвітній конвенції наукової фантастики, у 2015.

## Вибрані твори
- Пригоди Олівії № 1 — 5 (співсценарист/художник 1989—1996) Jabberwocky Graphix
- Змінений образ № 1 (чорнило, 1998) Image Comics
- Файл 770 з 1984 року до теперішнього часу (обкладинки та ілюстрації) видавець Майк Ґлієр
- Розщеплене курча № 1 — 4 (кольорові малюнки над олівцями від JP Morgan) Фантаграфіка
- Найважливіші моменти для дітей 1983 (сторінка з прихованими зображеннями)
- Мехтінгс № 1 — 4 (письменник/художник 1987—1988) Renegade Press
- Слем-Бенг № 1 (1985) до сучасності (різні обкладинки, комікси та ілюстрації) Fan-Atic Press
- Тіньовий яструб № 5 — 11 («Великий художник фону», 1993, 1994) Image Comics